# Teatrul Podul
Teatrul Studențesc Podul a fost înființat în anul 1967 la inițiativa unor studenți la I.A.T.C. (Magda Bordeianu, Teodor Sugar și Grigore Popa) în mansarda Casei de Cultură a Studenților București. Teatrul Studențesc Podul a avut o neîntreruptă activitate. Primul spectacol jucat în acest spațiu a avut loc la 10 ianuarie 1968. Despre acest eveniment a scris regizorul Radu Penciulescu, în revista 'Flacăra' (februarie 1968) un articol intitulat 'Scrisoare Teatrului din Pod'.
Din anul 1970, regizorul și mentorul trupei este regizorul Cătălin Naum.